# Francisco Miralles (escritor)
Francisco Miralles (Santa Cruz, Colchagua, 4 de octubre de 1837 - Santiago, 14 de mayo de 1890) fue un ingeniero, pintor y escritor chileno conocido por su influencia en el género de ciencia ficción de la literatura chilena.

## Biografía
Ingeniero, artista y escritor, cursó matemáticas y ciencias naturales en el Instituto Nacional de Chile. Se graduó de ingeniero en 1856 y fue nombrado miembro de la Comisión Geodésica. Poco más tarde fue nombrado para igual puesto en el Ferrocarril del Sur. Adicto a las bellas artes, se dedicó después a la pintura y a la fotografía, siendo inventor de un sistema original de retratos al óleo. En el género retrato ha sobresalido como pintor. En 1874 hizo publicar su descubrimiento científico de extraer agua potable del mar, a un precio más bajo que el que producían las máquinas destiladoras. 
En 1877 se reveló escritor ilustrado, ingenioso y original, publicando en el diario La República una serie de artículos de costumbres en forma de romances, describiendo personalidades notables del mundo político, suscritos bajo el seudónimo de Saint Paul. En 1879 insertó en El Nuevo Ferrocarril diversos artículos literarios, haciendo la semblanza de las personalidades de la época que más culminante figura hacían en las letras y en la política. Su pluma de crítico y biógrafo era tan hábil como su pincel de retratista. Los más gráficos artículos que se han publicado en la prensa chilena describiendo la fisonomía moral e histórica de Miguel Luis Amunátegui y de Federico Errázuriz Echaurren se deben a la pluma ingeniosa de Miralles. 
En la Revista Chilena publicó un interesante estudio relativo a La Teoría de los colores y su novela Avelina, que mereció un ameno juicio crítico del erudito comentarista Pedro Antonio Pérez [Kefas]. Colaboró con admirables artículos de diversa índole literaria en Los Tiempos, La Patria, Las Novedades y El Ferrocarril. De sus escritos más notables se pueden citar los intitulados La pintura en Chile, José Joaquín Pérez, Miguel Luis Amunátegui y Eulogio Altamirano. Sostuvo una brillante polémica literaria sumamente curiosa, en La Patria de Valparaíso, con Eduardo de la Barra Lastarria, sobre literatura y artes, en la que decía que el ilustre poeta chileno se había retratado de Lord Byron porque creía tener la encarnación de su alma genial. 
En 1877 dio publicidad a un original y ameno libro, de ingeniosa fantasía, titulado Desde Júpiter, especie de sueños idealistas, como las imaginaciones filosóficas y astronómicas de Flammarion, y considerada como la primera obras de ciencia ficción de la literatura chilena. Talento raro, poseía cualidades extraordinarias de artista y literato, como dotes de imaginación y fantasía verdaderamente originales, pintando con la pluma y el pincel las bellas creaciones de su inspiración y de su ideal.
Falleció el 14 de mayo de 1890 en Santiago de Chile a causa de cáncer al estómago.

## Obras
- Desde Júpiter (1877)